# Malacoptila fulvogularis
El buco listado (Malacoptila fulvogularis), también denominado buco negrilistado, bigotudo rayado y bolio de cabeza negra, es una especie de ave galbuliforme de la familia Bucconidae que vive en Sudamérica.

## Descripción
Mide 19 cm de longitud. Su plumaje es castaño oscuro barrado con líneas claras. La garganta es de color amarillo ante. Tiene el pico negruzco.

## Taxonomía
Se reconocen tres subespecies:
- M. f. fulvogularis;
- M. f. substriata;
- M. f. huilae.

## Distribución y hábitat
Se encuentra en los bosques de montaña de Bolivia, Colombia, Ecuador y Perú, entre los 500 y los 2.100 m de altitud.